# Hawthorne (Florida)
Hawthorne város az USA Florida államában, Alachua megyében.

## Népesség
A település népességének változása:

| 2010 | 1 417 |
| 2020 | 1 478 |